# 黄道侗族乡
黄道侗族乡是中华人民共和国贵州省铜仁市万山区下辖的一个民族乡。

## 行政区划
黄道侗族乡下辖以下村级行政区划单位：
黄道社区、丹阳村、黄溪村、白屋场村、大榜村、力坳村、马黄村、长坳村、锁溪村、龙江村和田坪村。